# Утреня
У́треня (греч. ὄρθρος; также устар. разг. зау́треня, применительно к утрени Пасхи) — самое продолжительное из ежедневных богослужений суточного круга в Православной церкви.

## Виды
Обычно различают три вида утрени: вседневная, славословная и полиелейная. Порядок и состав молитв и песнопений Утрени указывается во 2-й, 3-й, 4-й, 5-й, 9-й и некоторых других главах Типикона, а сами тексты этих молитв и песнопений находятся практически во всех богослужебных книгах: в служебнике, октоихе, минее, триоди, псалтыри следованной, часослове и в различных пособиях.
В великом посту (редко и в другие многодневные посты) служится аллилуйная утреня, которая может дополняться составными троичными песнями, особыми седальными по первом стихословии, укороченными канонами-трипеснцами, светильнами троичными, молитвой Ефрема Сирина, чтением жития Марии Египетской, пением акафиста Похвалы Пресвятой Богородицы и блаженных, чтением 12-ти Страстных Евангелий, выносом плащаницы и крестным ходом с ней, чтением паремии и апостола и другими особенностями.
Кроме того, по учинённым дням может совершаться заупокойная утреня с парастасом или с краткой литиёй.
В общую классификацию не входит особая пасхальная утреня, совершаемая во все дни Светлой седмицы и на отдание Пасхи.
Кроме того, церковные молебны, панихида, отпевание, соборование и некоторые другие чинопоследования имеют общую структуру утрени:
- возглас → начальные молитвы → псалом → «Бог Господь» или «Аллилуйя» → тропари → канон с Евангелием после 6-й песни → стихиры → ектения → молитва → отпуст.

## Время совершения утрени
Ежедневное утреннее богослужение появилось уже в ветхозаветные времена. Ранние христиане во время гонений совершали богослужения в основном ночью и ранним утром.
В приходской практике Русской православной церкви утреня почти всегда совершается сразу по совершении вечерни (редко с повечерием), то есть вечером; очень редко после полунощницы). В канун праздничных дней утреня входит в состав Всенощного бдения. В будние дни Великого поста утреня часто служится вечером, но отдельно от вечерни, так как вечерня служится между Изобразительными и Литургией преждеосвященных Даров (или просто после часов и изобразительных).
В греческих церквях она всегда непосредственно предваряет литургию и обычно совершается раздельно от вечерни. Общий символизм утрени, в противоположность вечерни, — изображение событий новозаветных.

## Порядок совершения утрени

### Псалтирная часть
Если утреня не соединяется с вечерней, то имеет полное начало:
1. Отверзается катапетасма за царскими вратами.
2. Возглас священника: «Благословен Бог наш…»
3. Чтец: «Аминь», и начальные молитвы, далее двупсалмие (ктиторские псалмы 19-й и 20-й[2][3]). Священник в это время совершает каждение алтаря и всего храма.
4. Трисвятое по Отче наш.
5. Возглас иерея: «Яко Твое есть Царство…».
6. Чтец: «Аминь», тропарь и кондак Воздвижения, богородичен.
7. Укороченная сугу́бая ектения.
8. Хор на каждое прошение поёт тройное Господи помилуй, а в конце «Именем Господним благослови, отче».

- В алтаре иерей кадилом крестообразно осеняет престол с возгласом: «Сла́ва Святе́й, и Единосу́щней, и Животворя́щей, и Неразде́льней Тро́ице, всегда́, ны́не и при́сно, и во ве́ки веко́в». Утреня с этого возгласа, если она присоединяется к вечерне (что чаще всего и бывает в современной практике РПЦ). С каждения и этого же возгласа начинается и пасхальная утреня, хотя в саму пасхальную ночь её началу предшествует крестный ход вокруг храма с пением «Воскресе́ние Твое́, Христе́ Спа́се», а «Слава Святей, и Единосущней» возглашается не в алтаре перед престолом, а на паперти перед внешними вратами храма. Там же (на паперти) исполняется пасхальное начало с многократным повторением тропаря Пасхи, после чего духовенство и прихожане входят в храм.

Если совершается всенощное бдение, то, после благословения мирян священником из Царских врат, начинается утреня только с троекратного пения «Слава в вышних Богу», так как возглас «Слава Святей, и Единосущней» уже́ возглашался в начале Великой вечерни.
- Затем следует Шестопсалмие — по уставу, его чтет[4] сам предстоятель. В это время все служащие архиереи и священники в алтаре молча читают тайные утренние молитвы, помещённые в служебнике и в чиновнике архиерейского священнослужения.

Поскольку на Светлой седмице псалтирь в храме отменяется и псалмы пропускаются, то на пасхальной утрени не совершаются шестопсалмие, «Бог Господь…» со стихами и тропарями, кафизмы с седальными, полиелей и великое славословие, но сразу после пасхального начала на паперти храма следует великая ектения, а за ней поётся канон Пасхи.
- Великая (мирная) ектения.
- Попеременное пение «Бог Господь…» со стихами диаконом (или священником) с хором во глас предстоящего праздничного тропаря, пое́мого обычно дважды, также второй тропарь (если он есть) и Богородичен. В определённые дни многодневных постов и на заупокойных службах вместо «Бог Господь…» поётся Аллилуия со своими стихами, заупокойными или страстны́ми тропарями, в посты — троичными песнями.

В Великий четверг отверзаются Царские врата и читается Евангелие.
В Великую пятницу отверзаются царские врата, и духовенство исходит на средину храма, где установлено распятие в рост человека, каждение. Прочитываются первые шесть Страстных евангелий с умилительными антифонами, малыми ектениями и седальными (на которых сидеть не положено). Поются блаженны с тропарями, прокимен: «Раздели́ша ри́зы Моя́ себе́…» и 7-е Страстное евангелие.
- По давней традиции Московской духовной академии и некоторых семинарий, на утрени под все большие праздники перед кафизмами кто-либо из семинаристов-мирян произносит проповедь. На некоторых приходах проповедь в этом месте утрени на праздничный день благословляется сказать кому-либо из предварительно подготовленных пономарей, чтецов, певцов, сторожей и других сотрудников (только мужчин) храма.
- Хор «запевает на кафизму»: «Господи помилуй» (трижды), «Слава Отцу и Сыну и Святому Духу».
- Чтец: «И ныне и присно и во веки веков. Аминь», и далее стихословит очередную кафизму.
- Если есть праздник или пред-попразднство: малая ектения. Если нет ектении — чтец: «Господи, помилуй» трижды, «Слава. И ныне»:
- Седальны с богородичными.

В четверг 5-й седмицы Великого поста предстоятель с амвона читает первую половину Жития преподобной Марии Египетской.
В субботу Акафиста в храме включается свет, и духовенство через царские врата исходит на средину храма совершать нараспев с народом первую (из четырёх) часть акафиста. Непрерывное каждение аналоя с иконой.
В Великий пяток читается 8-е Страстное евангелие.
- Вторая кафизма и третья (когда она есть), стихословятся со своими седальными и богородичными.

В понедельник, вторник и среду Страстной седмицы отверзаются Царские врата и читается Евангелие.
В субботу Акафиста — вторая часть акафиста исполняется так же торжественно, как и первая.
В последнее время во многих храмах распространилась неуставная практика торжественного чтения и пения на средине храма вместо кафизм акафиста случившемуся празднику или святому. Этот акафист на утрени органично продолжается полиелеем.
- 50-й псалом и далее канон.

На поминальной службе, кроме рядовой кафизмы (или вместо неё):
1. Стихословится 17-я кафизма
2. Священнослужители через северные и южные врата (на многих приходах через Царские врата) выходят из алтаря к установленному на середине храма тетрапо́ду (панихидному столику)
3. Иерей со свечой в руке читает псаломские стихи, а певцы тихо поют припев: на 1-й статии — «Благослове́н еси́, Го́споди», на 2-й статии — «Спа́се, спаси́ мя». Диакон в это время непрерывно кадит тетрапод, а пономари помогают читать заупокойные записки.
4. Хор поёт: «Я́ко а́ще бы не закон Твой…» (Пс. 118:92), «Во век не забуду оправданий Твоих…» (Пс. 118:93) — каждый стих по трижды.
5. Заупокойная ектения (по обычаю с кадилом).
6. Хор: «Господи, помилуй» — 40 раз.
7. Священник творит возглас: «Яко Ты еси Воскресение…»
8. В начале 2-й статии лик запевает: «Твой есмь аз…» (Пс. 118:94). В это время иерей с диаконом сотворяют малое каждение (тетрапод окрест, иконостас, лики, народ).
9. В конце 2-й статии хор допевает: «Жива́ бу́дет душа́ моя́ и восхва́лит Тя,..» (Пс. 118:175), «Заблуди́х я́ко овча́ поги́бшее: взыщи́ раба́ Твоего́,..» (Пс. 118:176).
10. Пение субботних тропарей по Непорочных, глас 5-й: «Святы́х лик обре́те…», во время которого священник с диаконом совершают полное каждение всего храма.
11. Заупокойная ектения (по обычаю с кадилом), возглас.
12. Седален, глас 5-й: «Поко́й, Спа́се наш.., Слава.: И ныне.:», богородичен: «От Де́вы возсия́вый…».
13. 50-й псалом и далее канон.

### Полиелей
Если есть великий или средний праздник, то утреня дополняется полиелеем.
- Зажигается свет (паникадило), отверзаются царские врата, через которые выходит всё духовенство на середину храма, где с зажжёнными свечами и кадилом их встречают пономари
- Пение псалмов 134 и 135 (в современной практике, только по два стиха из этих псалмов)

Это самая торжественная часть утрени, поэтому иногда именно в это время на амвоне, или посреди храма, вручаются церковные награды духовенству, достойным мирянам или щедрым благотворителям.
В неделю о блудном сыне, в неделю о Страшном Суде и в Прощёное воскресенье к ним присоединяется 136-й псалом «На реках Вавилонских…». При пении 136-го псалма электрический свет гасится в храме, а все присутствующие становятся на колени.
От Недели 1-й Великого поста (Торжества православия) до отдания Воздвижения 21 сентября (4 октября) — кроме совпадения с воскресным днём полиелейного праздника, и от предпразднства Рождества Христова 20 декабря (2 января) до недели о мытаре и фарисее на воскресных всенощных вместо выше приведённых псалмов Типиконом положено пение непорочных — 118-й псалом (17-я кафизма) на 5-й глас. При этом священник с диаконом совершают полное каждение храма, начиная с алтаря, при закрытых царских вратах (в этом случае диакон отверзает царские врата только перед чтением Евангелия). В приходской практике вместо Непорочных на воскресных всенощных бдениях поётся обычный полиелей.
В неделю крестопоклонную и на Воздвижение Креста Господня полиелей с чтением Евангелия совершается в алтаре, а елеопомазание бывает по изнесении на великом славословии из алтаря на средину храма креста
- Величание со стихами из избранного псалма или/и
- Тропари воскресны, пое́мыя по непорочных «Ангельский собор…»

На службе Погребения Божией Матери здесь поются благословенны на тот же 5-й глас с похожим припевом: «Благословенная Владычице, просвети мя Светом Сына Твоего».
- Малая ектения с возгласом иерея
- Седален праздника (в воскресенье ипакои гласа, степенные антифоны текущего гласа)
- Диакон входит в алтарь южными вратами, крестится на горнее место, через царские врата кланяется священнику, стоящему посреди храма, берёт с престола Евангелие и торжественно, с предшествующими свещеносцами становится на амвон, с которого пропевает прокимен со стихами
- Возглас иерея «Яко свят еси Боже наш и во святых почиваеши…»
- Диакон: «Всякое дыхание…» со стихами
- Чтение Евангелия (в воскресные бдения читается одно из одиннадцати воскресных утренних евангельских чтений, повествующих о явлениях Господа Иисуса Христа Своим ученикам по воскресении)[5][6]
- Хор: «Слава Тебе, Господи, слава Тебе» (по воскресеньям и в период попразднства Пасхи «Воскресение Христово видевше…»)
- 50-й псалом есть на любой утрени, кроме пасхальной, даже если нет полиелея. Свещеносцы уходят в алтарь пономарскими вратами, а диакон заносит Евангелие царскими вратами (на воскресных бдениях Евангелие возлагается вместо иконы Воскресения Христова на аналой посреди храма для целования его всеми присутствующими)

По Уставу в это время должно происходить целование народом Евангелия, которое после чтения, ещё продолжает держать в руках священник
Накануне праздника Входа Господня во Иерусалим в это же время бывает освящение ва́ий (верб).
- Хор поёт: «Слава»..: «Молитвами апостолов» (или празднуемого святого).., «И ныне»..: «Молитвами Богородицы», «Помилуй мя, Боже,..» и стихиру по 50-м псалме

Вместо этого по воскресениям периода пения постной триоди здесь хор поёт: «Слава»..: «Покаяния отверзи ми двери, Жизнодавче»,., «И ныне»..: «На спасения стези настави мя, Богородице»,., «Помилуй мя, Боже»,., «Множества содеянных мною лютых…»
- Диакон или священник всегда (кроме всенощного бдения и пасхальной утрени), даже если нет полиелея, произносит начальное прошение литии: «Спаси Боже люди Твоя…»
- Лик: «Господи, помилуй» 12 раз
- Возглас: «Милостию и щедротами…», прикладывание духовенства и мирян к Евангелию, иконе, помазание елеем и раздача частиц хлебов (если была лития на вечерне)

### Канон
- Песнь 1-я. Поются/читаются библейские песни; они составлены в трёх редакциях: для будничных, праздничных и великопостных служб. Затем ирмос 1-го канона и очередной стих библейской песни перед каждым из 14[7] положенных в каждой песни тропарей октоиха, минеи и триоди. Из-за большей продолжительности и сложности библейские песни часто заменяются припевами, взятыми из молебнов, а количество тропарей на каждой песни сильно сокращается. В конце каждой песни бывает катавасия

Трипеснцы имеют 1-ю песнь только по понедельникам
На Пасху вся служба полностью поётся; на каноне припев «Христос воскресе из мертвых» ко всем тропарям, на каждой песни канона совершается каждение, а после катавасии — Тропарь Пасхи (трижды) и малая ектения
Песнь 2-я на утрени бывает только в великопостнных трипеснцах по вторникам — сначала полностью выпевается/вычитывается, затем ирмос, «Слава Тебе Боже наш, слава Тебе» перед каждым тропарём, кроме двух последних. В конце песни катавасия
- Песнь 3-я имеет в своём построении некоторые отличия от 1-й: всегда бывает в великопостнных трипеснцах только по средам. В остальные дни поста ирмос минеи 3-й песни переносится в конец этой песни в качестве катавасии
- По 3-й песни малая ектения, возглас священника, чтение второго по значимости кондака с икосом (если они есть) и седальнов с богородичным (крестобогородичным по средам и пятницам)

В четверг 5-й седмицы Великого поста предстоятель с амвона читает вторую половину Жития преподобной Марии Египетской
В субботу Акафиста торжественное исполнение третьей части акафиста и седален
- Песнь 4-я имеет в своём построении некоторые отличия от 1-й: всегда бывает в великопостнных трипеснцах только по четвергам
- Песнь 5-я имеет в своём построении некоторые отличия от 1-й: всегда бывает в великопостнных трипеснцах только по пятницам
- Песнь 6-я имеет в своём построении некоторые отличия от 3-й: бывает в великопостнных четверопеснцах только по субботам. В остальные дни поста ирмос минеи 6-й песни переносится в конец этой песни в качестве катавасии
- По 6-й песни малая ектения, возглас священника, чтение кондака с икосом. Если кондака празднуемому святому в минее нет, то его следует взять из общей минеи, а в великом посту прочесть во глас октоиха мученичен, помещающийся наряду с седальными по 1-му стихословию в приложении триоди. В праздники должны читаться синаксарии.

На поминальной утрени — выход духовенства из алтаря к тетраподу на середине храма, малая заупокойная ектения и малое каждение
- На Стоянии Марии Египетской здесь чтец (иногда диакон) попеременно с хором исполняют «блаженны»

В субботу Акафиста торжественное исполнение заключительной четвёртой части акафиста.
- Песнь 7-я имеет сходство с предыдущими, в великопостнных четверопеснцах бывает только по субботам
- Песнь 8-я имеет сходство с предыдущими, но есть во всех канонах. Вместо «Слава» чтется «Благослови́м Отца и Сына и Святаго Духа Господа»
- Поётся «Хва́лим, благословим, покланяемся Господеви, поюще и превозносяще во вся веки», после чего — катавасия.
- Пред 9-й песнью канона диакон (если его нет, то священник) совершает каждение алтаря и иконостаса, и, с кадилом на солее, возглащает пред иконою Богородицы: «Богородицу и Матерь Света песньми (или в песнех) возвеличим»,
- Поётся песнь Богородицы («Честнейшую»), написанная святителем Космой Маиумским

Совершается каждение всего храма. На утрени двунадесятых праздников «Честнейшую…» не поётся, но особые праздничные припевы с тропарями 9-й песни. В этом случае первый припев с ирмосом 9-й песни служат задостойником (используются на литургии и других богослужениях вместо Достойно есть)
- Песнь 9-я завершает канон
- По будням и в посты поётся «Достойно есть…»
- Малая ектения
- «Свят Господь Бог наш» со стихами (только на воскресном бдении) — в подражание хвале Серафимов (Ис. 6:2, 3).
- Светилен или эксапостиларий и богородичен (крестобогородичен по средам и пятницам)

В Великий пяток читается 9-е Страстное евангелие.

### Хвалительная часть
- Хвалитны (148, 149, 150)
- Стихиры хвалитные (на хвалитех)

В Великий пяток читается 10-е Страстное евангелие
На Пасху в этот момент с амвона зачитывается Слово Огласительное Иоанна Златоустаго, и поётся этому святителю тропарь

#### В праздники
1. Возжигаются светильники, отверзаются Царские врата, архиерей или священник перед престолом восклицает: «Слава Тебе, показавшему нам свет!»
2. Хор поёт Великое славословие с трисвятым.
3. Тропарь (иногда с богородичным на «Слава» … «И ныне»).
4. Сугубая и просительная ектении.
5. Праздничное окончание утрени.
6. Отпуст.
7. Поются многолетны: «Великаго господина…».

В неделю крестопоклонную, на Воздвижение Креста Господня и на Происхождение честных древ Животворящего Креста в это время совершается торжественное изнесение креста из алтаря на середину храма и поклонение ему, а в Великую субботу совершается крестный ход вокруг храма с плащаницей, с последующим чтением прокимнов со стихами, паремии, Апостола и Евангелия. На чине Погребения Божией Матери крестный ход и елеопомазание.

#### В будни
1. Чтец: «Слава».: «И ныне».: «Тебе слава подобает, Господи.:» (иногда пропускается)
2. Чтец: «Слава Тебе, показавшему нам свет» и читает вседневное славословие
3. Просительная ектения, возглас.
4. В Великий пяток читается 11-е Страстное евангелие, затем каждение всего храма
5. Стихиры на стиховне из октоиха, триоди и из минеи (если они там приводятся)
6. Богородичен (крестобогородичен — по средам и пятницам)
7. В Великий пяток читается последнее 12-е Страстное евангелие. Евангелие заносится в алтарь, царские врата затворяются
8. «Благо есть…», трисвятое по Отче наш
9. Возглас иерея «Яко Твое есть Царство…»
10. «Аминь», тропарь с богородичным (крестобогородичным — по средам и пятницам)
11. Сугу́бая ектения
12. Хор «Утверди , Боже, святую…»
13. Если утреня не соединяется с часами (например, с Царскими), то она заканчивается отпустом, с предваряющими его возгласами и опеваниями. В конце поются многолетны

#### На аллилуйных службах
1. «Благо есть…», трисвятое по Отче наш
2. Возглас иерея «Яко Твое есть Царство…»
3. Чтец: «Аминь». «В хра́ме стоя́ще сла́вы Твоея́», «Господи, помилуй» (40 раз), «Слава».: «И ныне».:, «Честнейшую херувим», «И́менем Госпо́дним благослови́, о́тче»
4. Священник: «Сый благослове́н Христо́с Бог наш, всегда́, ны́не и при́сно, и во ве́ки веко́в»
5. Чтец: «Ами́нь». «Небе́сный Царю́, ве́ру утверди́»
6. Священник: молитву Ефрема Сирина с поклонами